# نمش

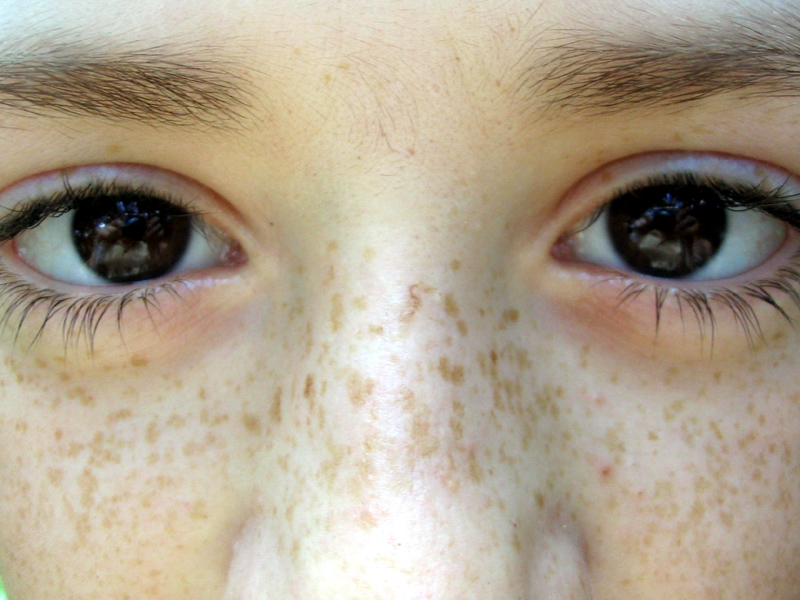
النمش

النمش أو الكُلفة بقع صغيرة بنية اللون على الجلد متناظرة تظهر في منتصف الوجه عادة أو الساعد أو العضد أو الكتفين وأعلى الظهر في أعمار باكرة, تتراجع مع تقدم العمر تصيب ذوي الشعر الأحمر أو الأشقر والنمش مرض وراثي يورث بصفة جسمية سائدة.

## التعريف
الاشخاص الذين لديهم بشره حساسه ، يتشكل النمش لديهم بأدنى تعرض للضوء. النمش قد يكون وراثيا أو انتقاليا من جيل لاخر. الاضطراب النادر في الجلد يسمي جفاف الجلد المصطبغ قد يقود لتشكل النمش حيث أنه يجعل الجلد حساس للاشعه فوق البنفسجيه .
يبدأ النمش في شكل بقع مصبوغه ومع الوقت تتحول الي لون بني غامق ومع مرور الزمن تتغير الي بقع حمراء أو صفراء. بشرة الوجه هي الأكثر عرضة للنمش لان الوجه هو الجزء الوحيد الأكثر تعرضاً للشمس، لذلك ستجد الكمية الأكثر من النمش على الخدين والانف والذقن. مع ذلك الأجزاء الأخرى من الجسم كالرقبة والذراعين والرجلين قابلة لتشكل النمش عليها.
النمش هو اضطراب في الجلد ولكن لا يعتبر حالة طبية خطرة. يمكن بسهولة التخلص منه بواسطة وصفات منزلية بسيطة وفعالة. لكن ذلك يتطلب فترة من الزمن والانتظام.

## بيولوجيا
يمكن أن يظهر النمش بأي شخص بغض النظر عن الخلفية الوراثية، لكن يبقى النمش مرتبطا بالوراثة عن طريق وجود مستقبلات ميلانوكورتين، وعند التعرض للأشعة فوق البنفسجية الاتية من الشمس تنشط الخلايا لإنتاج الميلانين والتي تزيد من قتامة النمش.
يظهر النمش بالغالب على الوجه مع إمكانية ظهورها في باقي أنحاء الجسم مثل الكتفين، والنمش نادر عند الأطفال الرضع، والأكثر ظهورا عند الأطفال قبل سن البلوغ.

## العلاج
قد لا يتلاشى النمش مع تقدم العمر في بعض الحالات لكن من الممكن علاجه بواسطة حمض الستريك أو العلاج بالليزر.
وينصح الأشخاص المصابون بالنمش عدم التعرض لأشعة الشمس لأنهم أكثر عرضة للتعرض للأشعة فوق البنفسجية وكذلك استخدام واقي شمسي